# Al-Qadisiya Sports Club (pallacanestro)
L' Al-Qadisiya Sports Club (نادي القادسية الرياضي in lingua araba), è una società professionistica di basket con sede nella città di Al Kuwait in Kuwait, facente parte della polisportiva dell'Al-Qadisiya Sports Club. La squadra compete nella massima categoria nazionale, la Kuwaiti Division I Basketball League.
I colori sociale della squadra sono il giallo ed il nero; le partite casalinghe vengono giocate presso il Shaikh Saad Alabdullah Sport Hall Complex di Al Kuwait, impianto che può ospitare fino a 5.000 spettatori.

## Storia
La squadra fa parte della società polisportiva dell'Al-Qadisiya Sports Club che è stata fondata nel 1960 nella capitale del Kuwait di Al Kuwait. Il club ha preso parte fin dalla sua prima stagione alla Kuwaiti Division I Basketball League, che vincerà per la prima volta nella stagione 1966-1967; l'Al-Qadsia è il club che ha vinto per il maggior numero di volte la Kuwaiti Division I Basketball League, ben 23 volte; inoltre si è aggiudicata per ben 25 volte anche la Kuwaiti Federation Cup. Il grande successo ottenuto durante gli anni hanno fatto del Qadsia il club più titolato del Kuwait.
L'ultimo titolo nazionale è arrivato al termine della stagione 2015-2016 della Kuwaiti Division I Basketball League, con la squadra che dominato la stagione concludendo al primo posto in classifica, con 29 vittorie ed una sola sconfitta; la vittoria permise alla squadra di mantenere il titolo che aveva conquistato anche l'anno precedente, e di ottenere la ventitreesima vittoria del campionato nazionale.
Fuori dai confini nazionali del Kuwait, il Qadsia si è aggiudicato in quattro occasioni la Coppa dei Campioni del Golfo: i primi due titoli arrivarono consecutivamente nel 1982 e 1983; mentre le altre due vittorie sono arrivate nell'edizione 2006 ed in quella 2009.

## Palmarès

### Titoli Nazionali
Kuwaiti Division I Basketball League
- Campioni (23): 1966-67, 1968-69, 1973-74, 1977-78, 1978-79, 1980-81, 1982-83, 1983-84, 1984-85, 1985-86, 1992-93, 1994-95, 1995-96, 1997-98, 2001-02, 2004-05, 2006-07, 2007-08, 2008-09, 2009-10, 2010-11, 2014-15, 2015-16

Kuwaiti Federation Cup
- Campioni (25): 1970, 1973, 1975, 1979, 1980, 1981, 1982, 1983, 1984, 1985, 1986, 1987, 1989, 1990, 1992, 1993, 1994, 1996, 1997, 1999, 2000, 2004, 2005, 2010, 2014, 2015

Kuwait Martyr Fahed Al Ahmad Cup 
- Campioni (1): 2003

### Titoli internazionali
Gulf Basketball Clubs Championship
- Campioni (4): 1982, 1983, 2006, 2009

## Organico

### Roster 2024-2025
Il roster per la stagione 2024-2025 
|    | Naz.                                         | Ruolo | Sportivo           | Anno | Alt. | Peso |  |
| -- | -------------------------------------------- | ----- | ------------------ | ---- | ---- | ---- |  |
| 0  | Kuwait (bandiera)                            | G     | Sayed Akbar        | 1992 | 188  | 85   |  |
| 1  | Stati Uniti (bandiera)                       | G     | Phil Greene        | 1993 | 196  | 79   |  |
| 2  | Kuwait (bandiera)                            | AG    | Saad Abdelmonem    | 2007 | 198  |      |  |
| 5  | Nigeria (bandiera) · Stati Uniti (bandiera)  | C     | Chinemelu Elonu    | 1987 | 208  | 107  |  |
| 7  | Kuwait (bandiera)                            | PG    | Mohammed Aldhakeel | 1992 | 180  | 80   |  |
| 10 | Kuwait (bandiera)                            | G     | Abdullah Al Saeid  | 1988 | 195  | 90   |  |
| 11 | Kuwait (bandiera)                            | AG    | Mohammed Ashkenani | 1984 | 193  | 92   |  |
| 12 | Kuwait (bandiera)                            | G     | Abdulaziz Alhamidi | 1987 | 190  | 84   |  |
| 14 | Kuwait (bandiera)                            | AG    | Saleh Albrahim     | 1990 | 199  | 94   |  |
| 15 | Kuwait (bandiera)                            | AG    | Mohammad Abdullah  | 1990 | 197  | 99   |  |
| 18 | Kuwait (bandiera)                            | AP    | Nawaf Alenezi      | 2004 | 187  | 82   |  |
| 22 | Stati Uniti (bandiera) · Giamaica (bandiera) | G     | Sek Henry          | 1987 | 193  | 91   |  |
| 25 | Stati Uniti (bandiera)                       | AG    | Arinze Chidom      | 1997 | 206  | 100  |  |
| 44 | Kuwait (bandiera)                            | G     | Rashed Alrabah     | 1987 | 189  | 85   |  |
| 77 | Kuwait (bandiera)                            | C     | Naser Alyahyouh    | 1996 | 191  | 94   |  |

### Staff tecnico
| Ruolo           | Nome                     |
| --------------- | ------------------------ |
| Capo Allenatore | Joseph Stiebing          |
| Capo Allenatore | Ali Maki Ebrahim Marhoon |